# Pazuengos (Álava)
Pazuengos es un despoblado que actualmente forma parte de la localidad de Laguardia, que está situado en el municipio de Laguardia, en la provincia de Álava, País Vasco (España).

## Historia
Documentado desde 1366, como perteneciente a Navarra, para 1427 estaba despoblada.